# Монти, Урбано
Урбано Монти (итал. Urbano Monti) или Монте (Monte; род. 16 августа 1544 г. в Милане; ум. 15 мая 1613 г. там же), — итальянский географ и картограф. Некоторые из его картографических работ входят в знаменитую коллекцию Дэвида Рамси, переданную Стэнфордскому университету, и были оцифрованы в 2017 году. На его карте мира Арктика и Антарктида изображены без ледяного покрова. Эта трёхметровая карта или планисфера является самой крупной из ранних карт мира.

## Биография

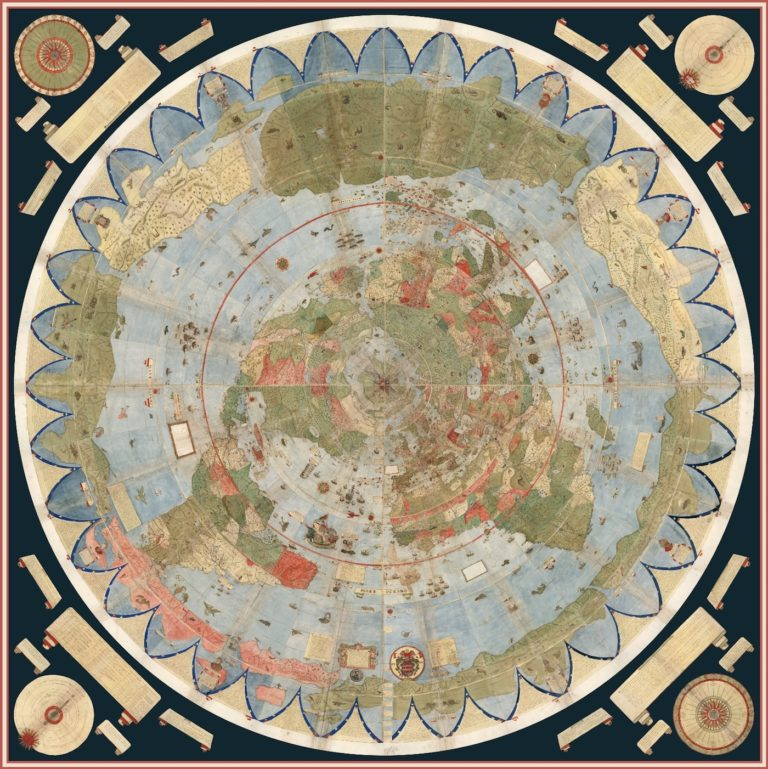
Планисфера Урбано Монти (1587) составлена из 60 листов с дополнительными листами для углов

Сын Джованни Баттисты Монти (Giovanni Battista Monti) из богатой семьи (из которой происходил кардинал Чезаре Монти), и некой Анджелы де Менклоцци (Angela de Menclozzi). Вырос в квартале миланской церкви Св. Стефана — Chiesa di Santo Stefano in Borgogna, существовавшей до 1930 года. Его описывают как очень культурного, кроткого и боязливого человека, избегавшего государственных должностей, занимавшегося учёбой, управлением своего имущества и благотворительной деятельностью.
В тридцать пять лет он женился на 18-летней Маргарите Нигуарда (Margarita Niguarda); с женой, к которой был очень привязан, у них было пять сыновей и дочь (старший из них, распутный и расточительный, доставил ему много проблем, и даже после его смерти поссорился из-за наследства с братьями).
Умер в 1613 году, был похоронен в миланской церкви Санта-Мария-деи-Серви, снесённой в 1847 году для возведения нового здания.

### Деятельность
Один из первых его трудов — «Delle cose più notabili successe nella città di Milano» (О самых заметных событиях, произошедших в Милане), хроника истории Милана в четырёх томах, которых сохранилось небольшое количество, вероятно из-за того, что труд не предназначался для широкой публики, поскольку он ограничивался событиями, представлявшими интерес для семьи Монти. В четвёртом томе подробно описан приезд первой японской делегации в Европу; Монти лично встречал её при миланском дворе. На этой встрече Монти получил информацию, необходимую для публикации карты Японии, поэтому она содержит намного больше информации, чем другие карты Японии того времени.

#### Трактат и карта мира
Шедевр Монти, над которым он работал несколько лет и опубликованный им в 1590 году, — географический трактат (атлас) под названием «Trattato universale. Descrittione et sito de tutta la Terra sin qui conosciuta» (Описание и местонахождение всех известных на эту пору земель), важная работа, не столько из-за ее описательного содержания (похожего на другие аналогичные работы того времени), сколько из-за её огромной круглой планисферы, богато детализированной и украшенной, разделённой на части из 60 листов, которые можно собрать и вращать вокруг центрального стержня. Отличительной особенностью карты является использование очень необычной для того времени полярной азимутальной проекции — с Северным полюсом в качестве центральной точки и Антарктидой по внешней окружности. Из-за своего огромного размера планисфера никогда не публиковалась в большом масштабе и оставалась практически неизвестной до наших дней.
Атлас сохранился в трёх экземплярах:
- первый хранится в коллекции Валентини библиотеки Архиепископской семинарии Милана[англ.] (в Венегоно-Инфериоре);
- второй (идентичный первому) был куплен Дэвидом Рамси, частным коллекционером, на аукционе в Лондоне в конце 1980-х;
- третий, выполненный несколькими годами позже предыдущих, принадлежит Амброзианской библиотеке (Милан). В этой последней копии Монти изменил проекцию: после сборки планисфера уже не круглая, а четырехлепестковая, вероятно, для уменьшения искажения земель ниже экватора.

Из них:
- копия, принадлежащая Миланской семинарии, была напечатана атласом из шестидесяти карт в 1994 году издательством Periplo (в Лекко), а первая полная копия всего труда на CD-ROM была выпущена компанией «Novantiqua Multimedia», также из города Лекко, в 1996 году;
- копия коллекционера Рамси была оцифрована и собрана в конце 2017 года Картографическим центром Дэвида Рамси при Стэнфордском университете (центром, основанным Рамси, и которому он пожертвовал всю свою коллекцию карт). Карта, полученная в результате объединения всех листов планисферы, образует квадрат со стороной около 275 сантиметров.